# Dosseniederung

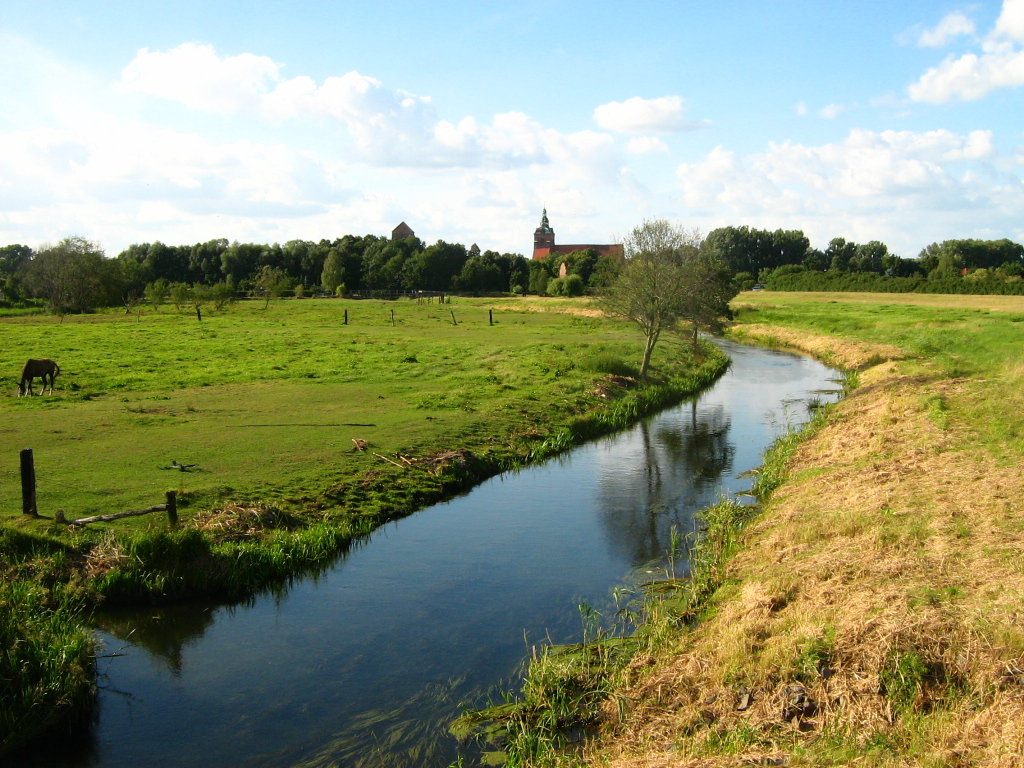
Dosseniederung bei Wittstock

Die Dosseniederung ist eine naturräumliche Einheit und Teil des Nordbrandenburgischen Platten- und Hügellandes. Sie bildet ein flaches Talsandgebiet, das sich zwischen den Grundmoränenflächen von Prignitz und Kyritzer Platte im Westen sowie der Wittstock-Ruppiner Heide und Ruppiner Platte im Osten erstreckt. Gegenüber diesen benachbarten Landschaften ist sie um etwa zehn Meter eingesenkt.
Im Norden der Dosseniederung liegt die Stadt Wittstock/Dosse und das zugehörige Freyenstein, im Süden Neustadt (Dosse). Die Ausdehnung entlang der von Norden nach Süden fließenden Dosse beträgt etwa 45 Kilometer. Die Ost-West-Ausdehnung ist deutlich geringer, schwankt aber stark. Im breiteren Mittelbereich ist von Westen ein Sander in die Niederung eingeschüttet. Bei Herzsprung erheben sich Oser und kleine Grundmoränenabschnitte aus der Sandfläche. Die Rinnenseen der Kyritzer Seenkette zeugen von der Vergangenheit der Niederung als Schmelzwasserrinne während der Weichseleiszeit.
Die Dosseniederung war ursprünglich mit ausgedehnten Erlenwäldern bewachsen. Heute wird sie sowohl ackerbaulich als auch forstwirtschaftlich genutzt. Moorige Gebiete, insbesondere entlang der Dosse, werden als Grünland genutzt.